# Grindr
 (транскр.  грајндер) је мобилна апликација за упознавање, намењена члановима ЛГБТ+ заједнице. Доступна је на оперативним системима iOS и Android.
Бесплатна је за преузимање, али се додатне функције, као што су на пример приказивање већег броја профила или више места за чување омиљених особа, наплаћују (принцип freemium). За његов рад неопходан је интернет и укључена геолокација, како би апликација лоцирала најближе особе које такође имају инсталирану апликацију.
Grindr је 25. марта 2009. године основао израелски предузетник Џоел Симхај. Иако настала на територији Сједињених Америчких Држава, апликација је постала популарна широм света путем различитих медија. Од децембра 2021. има приближно 11 милиона активних корисника месечно.

## Цензура
није доступан на следећим територијама због владиних ограничења: Иран, Крим, Сирија, Пакистан, Куба, Северна Кореја и Судан. Осим тога, постоје и ограничења у целини или делимично у овим земљама: Кина, Индонезија, Турска, Либан, Катар и Уједињени Арапски Емирати.
У децембру 2019. Grindr је предузео мере да заштити кориснике у земљама у којима би могли бити изложени ризику због свог сексуалног опредељења, откривајући нове безбедносне функције за њих и аутоматски онемогућујући њихову геолокацију.